# 鼓頦長舌蝠
鼓頦長舌蝠（学名：Scleronycteris ega），哺乳綱、翼手目、葉口蝠科的鼓頦長舌蝠屬下的唯一物种。與鼓頦長舌蝠屬（鼓頦長舌蝠）同科的動物尚有、短尾葉鼻蝠屬（短尾葉鼻蝠）、蕉蝠屬（蕉蝠）、安德列斯長舌蝠屬（小安德列斯長舌蝠）等之數種哺乳動物。